# 火炬镇
火炬镇，是中华人民共和国四川省巴中市通江县下辖的一个乡镇级行政单位。2020年5月，撤销回林乡，将其所属行政区域划归火炬镇管辖。

## 行政区划
火炬镇下辖以下地区：
火炬街道社区、马家坪村、苟家坝村、黄土岭村、园铧山村、老君观村、石门子村、大茅坡村、石垭子村、二家坪村和唐村坝村。